# Onthophagus shanicus
Onthophagus shanicus là một loài bọ cánh cứng trong họ Bọ hung (Scarabaeidae).